# Тејлор Свифт
Тејлор Алисон Свифт (енгл. Taylor Alison Swift; Вест Рединг, 13. децембар 1989) америчка је кантауторка. Позната је по својим аутобиографским песмама и уметничким реинвенцијама. Једна је од најпродаванијих музичарки и прва милијардерка са музиком као главним извором прихода. Својим свестраним талентом, писањем песама и предузетништвом увелико је утицала на музичку индустрију, популарну културу и политику.
Са 14 година је почела професионално да пише песме, а 2005. потписала уговор са дискографском кућом Big Machine Records како би постала кантри певачица. Издала је шест студијских албума за Big Machine, почевши од дебитантског албума под називом Taylor Swift (2006). Наредни албум, Fearless (2008), био је кантри-поп жанра, а његови синглови Love Story и You Belong with Me довели су је до мејнстрим славе. Албум Speak Now (2010) садржао је рок звук, док Red (2012) чине песме с елементима електронске музике, као и сингл We Are Never Ever Getting Back Together којим је први пут заузела врх топ-листе Billboard Hot 100. Напустила је свој кантри имиџ уз 1989 (2014), синт-поп албум који чине успешни синглови Shake It Off, Blank Space и Bad Blood. Писања медија инспирисала су је да изда Reputation (2017), хип-хоп албум и водећи сингл Look What You Made Me Do.
Након што је током 2018. потписала уговор с дискографском кућом Republic Records, издала је еклектични поп албум Lover (2019) и аутобиографски документарни филм Госпођица Американа (2020). Потом је 2020. издала инди-фолк албуме Folklore и Evermore, отворила пут ка синт-поп албумима Midnights (2022) и The Tortured Poets Department (2024). Такође је поново снимила своја четири албума, уз поднаслов Taylor's Version, након спора са издавачем Big Machine. Турнеја The Eras (2023—2024) и њен пратећи концертни филм постали су турнеја и концертни филм са највећом зарадом свих времена. Режирала је музичке спотове и филмове, међу којима и All Too Well: The Short Film (2021).
Свидт је један од најпродаванијих музичара на свету, са преко 200 милиона продатих плоча. Три пута је проглашена за извођача године од стране Међународне федерације фонографске индустрије. Жена је са највећом зарадом на турнејама, најстримованија жена на платформама Spotify и Apple Music, једини женски извођач са шест албума који су достигли врх топ-листа продавши неколико милиона примерака, као и прва милијардерка са музиком као главним извором прихода. Добитница је 14 награда Греми (са рекордне четири освојене награде за албум године), 40 Америчких музичких награда, 40 Билбордових музичких награда и 23 МТВ видео музичке награде. Филантроп је и активни заговорник права извођача и жена.

## Детињство
Тејлор Алисон Свифт је рођена 13. децембра 1989. године у Вест Редингу, у Пенсилванији. Њен отац, Скот Свифт, је финансијски саветник у компанији „Merrill Lynch”. Одгајен је у Пенсилванији и потомак је три генерације председника банки. Њена мајка, Андреа (рођена Гарнер), је домаћица која је раније радила као извршни директор продаје. Андреа је провела првих 10 година живота у Сингапуру, пре него што се скрасила у Тексасу; њен отац је био инжењер на нафтној платформи који је радио у Југоисточној Азији. Свифтова је добила име по певачу Џејмсу Тејлору; њена мајка је веровала да ће јој име прикладно за оба пола помоћи да започне успешну пословну каријеру. Има млађег брата, Остина, који похађа универзитет Вандербилт. Провела је ране године свог живота на фарми новогодишњих јелки површине четрдесет ари у округу Монтгомери у Пенсилванији и похађала приватну школу „Wyndcroft”. Када је Свифтова имала девет година, породица се преселила у Вајомисинг у Пенсилванији, где је похађала основну и средњу школу. Проводила је лета у викендици њених родитеља у Стоун Харбору у Њу Џерзију и описала ју је као место „где је већина успомена из мог детињства настала”.
Први хоби Свифтове је било јахање коња на енглески начин. Њена мајка ју је ставила у седло када је имала девет месеци и Свифтова је касније учествовала у такмичењима. Њена породица је поседовала неколико коња и шетландског понија. Када је имала девет година, Свифтова је окренула своју пажњу ка мјузиклима и наступала је у обрадама „Бриљантина”, „Ени”, „Збогом птичице” и „Звука музике” у позоришној школи „Berks Youth”. Редовно је путовала на Бродвеј у Њујорку где је имала часове музике и глуме. Ипак, после пар година одлазака на аудиције у Њујорку и неуспеха, Свифтова се заинтересовала за кантри музику. Проводила је викенде наступајући на локалним фестивалима, сајмовима, у кафићима, на такмичењима у караокама, у клубовима, на састанцима извиђача и у болницама. Када је имала једанаест година, након много покушаја, Свифтова је победила на локалном такмичењу талената, отпевавши песму ”Big Deal” Лиен Рајмс и добила је прилику да наступи као предгрупа за Чарлија Данијелса у амфитеатру „Штраустаун”. Ова све већа заинтересованост за кантри музику је изоловала Свифтову од вршњака у средњој школи.
После гледања емисије „Иза сцене” о Фејт Хил, Свифтова је била сигурна да „постоји магична земља по имену Нешвил где се снови остварују и где ја морам да одем”. Отпутовала је са мајком у Нешвил на пролећном распусту да остави демо диск прерада песама Доли Партон и Дикси Чикс у издавачким кућама у улици познатој као Музички ред. Издавачке куће су је одбиле и схватила је да „су сви у том граду желели да ураде исто што и ја. Па сам мислила: морам да нађем начин да будем другачија”. Почела је да изводи америчку химну „Барјак искићен звездама” на спортским догађајима јер је то била шанса да „стане испред 20.000 људи чак и без уговора са издавачком кућом”. Једном приликом, једанаестогодишња Свифтова се поздравила са Џеј-Зијем после извођења химне на утакмици клуба „Филаделфија севентисиксерси”. Када је имала дванаест година, Свифтовој је мајстор за компјутере показао како да свира три акорда на гитари, инспиришући је да напише своју прву песму „Lucky You”. Претходно је победила на националном такмичењу у поезији са песмом ”Чудовиште у мом ормару” али је од тада почела да се фокусира на писање музике. 2003, Свифтова и њени родитељи су почели да раде са музичким менаџером Деном Димтировом. Уз помоћ Димитрова, Свифтова је била модел за компанију „Abercrombie and Fitch” као део њихове кампање о новим звездама, њена песма је била на диску козметичке компаније „Maybelline” и састајала се са великим издавачким кућама. Након извођења сопствених песама издавачкој кући „RCA Records”, осмакиња је добила уговор по ком треба да се побољша и почела је често да путује у Нешвил.
Када је Свифтова имала четрнаест година, њен отац се пребацио у нешвилски огранак компаније „Merrill Lynch” и породица се преселила у кућу на обали језера у Хендерсонвилу у Тенесију. Тејлор је касније описала ово као „невероватну жртву” коју је њена породица поднела. Њена мајка је једном приликом рекла: „Увек смо јој говорили да нисмо то урадили како би ставили храну себи на сто, или покушали да остваримо своје снове.” У Тенесију, Свифтова се школовала у Хендерсонвилу у градској школи. Касније се преместила на Арон академију, једну приватну Хришћанску школу, у којој се нуди школовање код куће. Била је одличан ђак, па је самим тим и добила диплому у 2008. години.

## Музичка каријера

### 2004—2008: Почетак каријере иTaylor Swift
Свифтова се преселила у Нешвил када је имала четрнаест година. Због уговора о развијању са „RCA Records”, писала је са искусним текстописцима из Мјузик Роуа, као што су Трој Вергес, Брет Биверс, Брет Џејмс, МакМеканали и браћа Ворен. Касније је почела дуготрајну сарадњу са Лиз Роуз. Свифтова ју је видела на догађају који је организовао „RCA” и предложила јој да сарађују. Почеле су да се састају сваког четвртка после школе и пишу по два сата. Роузова је рекла да су ти састанци били „једни од најлакших које сам икада имала. Ја сам у ствари била њен уредник. Писала је о ономе што јој се десило у школи тог дана. Имала је тако јасну визију о ономе што покушава да каже. И имала је најневероватније идеје”. Свифтова је такође почела да снима демо CD-ове са продуцентом Нејтаном Чепманом. Након наступа на BMI-јевом састанку текстописаца у клубу „The Bitter End” у Њујорку, Свифтова је постала најмлађи текстописац кога је издавачка кућа "Sony/ATV" икада запослила. Свифтова је напустила „RCA Records” када је имала петнаест година; компанија је желела да она снима песме других текстописаца и сачека до осамнаесте године да изда албум, али она се осећала спремном да почне каријеру са сопственим материјалом. Такође се растала са менаџером Деном Димтроуом, који је касније тужио њу и њене родитеље. „Искрено сам осећала да ми понестаје времена”, Свифтова се касније присећала. „Желела сам да забележим те године свог живота на албуму док су још представљале оно кроз шта сам пролазила.” На једном догађају у кафићу "Bluebird” у Нешвилу, 2005, Свифтова је привукла пажњу Скота Боршете, извршног директора „Dreamworks Records” који се спремао да оснује сопствену независну издавачку кућу, „Big Machine Records”. Постала је једна од првих људи која је потписала уговор са њом. Да би видела као кантри музика ради, Боршета је запослио Свифтову као стажисту и пратиоца певача на CMA музичком фестивалу.
Свифтова је почела да ради на албуму који носи њено име убрзо након потписивања уговора са издавачком кућом. Након експериментисања са искусним нешвилским продуцентима, Свифтова је убедила „Big Machine” да запосле продуцента њеног демо CD-а, Нејтана Чепмана. Њему је то био први пут да снима студијски албум али Свифтова је осећала да имају праву „хемију”. На крају, Чепман је продуцирао све осим једне песме на албуму Taylor Swift. Описала је албум као дневник њених раних тинејџерских година и већину песама је написала током прве године средње школе. Резултат је то што песме описују долазак искустава као што су млада љубав и тинејџерску стрепњу. Рекла је да иако „звучи као да сам имала 500 момака”, доста песама су настале посматрањем. Свифтова је написала три песме сама, укључујући два сингла, а осталих осам са текстописцима као што су Лиз Роуз, Роберт Елис Орал и Анђело Петраглија. Музички, албум је описан као мешавина традиционалних кантри инструмената и жустрих рок гитара. Taylor Swift је објављен у октобру 2006. и добио је углавном позитивне критике од музичких критичара. Њујорк тајмс га је описао као „мало ремек дело поп кантрија, и невино и цинично, које употпуњује снажан и молећив глас гђице Свифт”. „PopMatters” се надао да ће Свифтова умети да нађе средину између кантри традиције и њене очигледне осетљивости на поп, јер Taylor Swift указује на то да она има пуно тога да понуди. Саша Фрер-Џоунс из часописа The New Yorker је описао Свифтову као чудо. Напоменуо је да га је „Our Song” веома изненадила и хвалио је стихове: „Једна рука му је на волану, друга на мом срцу”. Country Weekly је сматрао да „материјал указује на таленат који ће трајати дуго након средње школе”.Ролинг стоун је описао Свифтову као младу али изузетно искусну и дивио се песми „Our Song” и њеној лудо привлачној певљивој мелодији која је и у стилу Бритни и Петси.
„Big Machine Records” је још увек била млада издавачка кућа када је издат први сингл "Tim McGraw у јуну 2006, и Свифтова и њена мајка су помагале „у стављању CD-ова у коверте и слању на радио”. Провела је већину 2006. године промовишући Taylor Swift на радио турнеји и касније рекла: „Радио турнеје за већину уметника трају шест недеља. Моја је трајала шест месеци”. Свифтова је осликавала платна (инспирисана Џексоном Полоком) да би наградила водитеље који су пуштали њену музику. Појављивала се на телевизији, укључујући емисије Grand Ole Opry, Good Morning America и TRL. Такође је потписала уговоре са спонзорима и постала промотер l.e.i. фармерки и лице кампање Verizon Wireless Mobile Music. Свифтова, која описује себе као „дете интернета” је искористила Мајспејс да би нашла фанове. Писала је блогове, коментарисала налоге својих фанова и лично одговарала на послате поруке. Ово је, у то време, било револуционарно у кантри музици. Боршета је рекао да је његова одлука да запосли шеснаестогодишњу певачицу и текстописца у почетку подизала обрве колега из музичке индустрије али је Свифтова пронашла у раније непознато тржиште: тинејџерке које слушају кантри музику. Након песме Tim McGraw, четири следећа сингла су издата током 2007. и 2008: Teardrops on My Guitar, Our Song, Picture to Burn и Should've Said No. Све су биле веома успешне на Билбордовој топ-листи кантри песама, а Our Song и Should've Said No су достигле број један. Захваљујући песми Our Song Свифтова је постала најмлађи текстописац и певач кантри песме на првом месту. Teardrops on My Guitar је постала мањи поп хит; достигла је тринаесто место на Билбордовој листи 100 песама. Албум је продао 39.000 копија током прве недеље, а до марта 2011 продао је преко 5,5 милиона копија широм света. Свифтова је такође издала празнични албум, Sounds of the Season: The Taylor Swift Holiday Collection, у октобру 2007. и мини албум, Beautiful Eyes, у јулу 2008.
Свифтова је била на дугој турнеји промовишући Taylor Swift. Уз наступе на фестивалима и у позориштима, Свифтова је наступала као предгрупа на турнејама неколико кантри певача. Крајем 2006, била је предгрупа бенду Rascal Flatts на последњих девет наступа њихове турнеје Me & My Gang Tour, након што је њен претходник, Ерик Чурч, отпуштен. Свифтова је касније послала Чурчу своје прво златно издање албума уз поруку: „Хвала што си свирао предуго и прегласно на на турнеји Flatts-а. Искрено ценим то. Тејлор”. Године 2007, била је предгрупа на 20 наступа турнеје Џорџа Стрејта, неколико наступа на летњој турнеји Flip-Flop Кенија Чезнија, одабраним наступима на турнеји Bonfires & Amplifiers Бреда Пејзлија и неколико наступа на заједничкој турнеји Soul2Soul II Тима Мекгроа и Фејт Хил. Свифтова је поново била предгрупа бенду Rascal Flatts на турнеји Still Feels Good Tour, 2008. Поред тога што је певала сопствене песме, Свифтова је певала песме Бијонсе, Ријане, Џона Вејта, Lynyrd Skynyrd и Еминема. Организовала је упознавање са фановима пре и после концерата; трајали су до четири сата.
У 2007. години, Свифтова и Алан Џексон су обоје именовани за текстописца и уметника године од стране Удружења нешвилских текстописаца. Свифтова је била најмлађа особа која је икада добила ово признање. Такође је именована за најбољу нову звезду. У 2008. години, именована је за најбољи нови женски глас од стране Академије кантри музике. Исто тако и за омиљену кантри певачицу на Америчким доделама награда. Добила је седам БМИ награда за песме са Taylor Swift албума. Тејлор је такође била номинована за Греми (2008. године) у категорији за најбољу нову звезду, али ту награду је ипак освојила Ејми Вајнхаус.

### 2008—2010:Fearless, контроверза око доделе награда и напад медија
Други студијски албум Свифтове, Fearless, је објављен у новембру 2008. године. Иако је написала доста песама на турнеји, свесно је одлучила да не објави песме са путовања: „Као шеснаестогодишњакиња, никад нисам могла да се поистоветим са песмама које говоре о наступима у другом граду сваке ноћи. Желим да пишем о осећањима и љубави и недостатку љубави”. Рекла је да назив албума (Неустрашива) „значи да се плашиш многих ствари, али ипак скочиш”. Свифтова је написала седам песама са албума сама, укључујући два сингла, а осталих шест са текстописцима Лиз Роуз, Џоном Ричом, Колби Калаја и Хилари Линдзи. Продуцирала је албум заједно са Нејтаном Чепманом. Музички, речено је да албум одликују „гласне гитаре и живи рефрени, са понеким додатним звуком виолине и бенџа”. Fearless је добио углавном позитивне критике од музичких критичара. Њујорк тајмс је описао Свифтову као једног од најбољих текстописаца попа, најистакнутијег прагматичара кантрија и особу која је више упозната са својом душом од већине одраслих људи. The Village Voice је сматрао да је приказала „натприродну мудрост и инклузивност”, да „мајсторски избегава типичне замке приповедача које се тичу баналности и лажно дубоких глупости”. Ролинг стоун ју је описао као „стручњака за писање текстова са интуитивним даром за грађење стиха и рефрена” чије интимне и истините песме изгледају као да су буквално ишчупане из дневника девојке из предграђа. USA Today је сматрао да је задовољство чути надарену тинејџерку која звучи као надарена тинејџерка а не kao гласник за колективни појам адолесцентске тежње гомиле старијих професионалаца. The New Yorker је описао албум као албум без лоше песме, додајући да ће најбоља песма албума, Fifteen, бити међу цитатима у годишњацима годинама. Entertainment Weekly" је сматрао да ће се албум свидети углавном младим девојчицама - „она звучи као права тинејџерка, не као нека свађалица Лолита” - али је предвидео да ће бити узбудљиво гледати како њен драгоцени таленат расте. Музички критичар Роберт Кристго је описао Свифтову као необично немогуће јаку и талентовану тинејџерку.
Свифтова је промовисала Fearless након његове објаве. Епизода емисије The Ellen DeGeneres Show је била посвећена објави албума а Свифтова се појавила и у многим другим емисијама. Комуницирала је са фановима користећи друштвене мреже као што су Твитер и видео блогови. Свифтова је покренула линију летњих хаљина l.e.i. у сарадњи са продавницама Wal-Mart, као и линију празничних честитки American Greetings и лутки Jakks Pacific. Постала је портпарол хокејашког тима Nashville Predators и дигиталних камера Sony Cyber-shot и појавила се у видео-игри Band Hero. Певачица је одала пошту великом броју колега у наступима на телевизији: обрадила је песму Drive (For Daddy Gene) Алана Џексона у емисији CMT Giants: Alan Jackson event, учествовала је у заједничком телевизијском концерту са рок бендом Def Leppard и певала песму Run Џорџа Стрејта на ACM-овом телевизијском догађају који је прослављао Стрејта као уметника деценије. Свифтова је певала своју песму Fifteen са Мајли Сајрус на 51. додели награда Греми, извела реп скеч који је сама написала са Типејном на додели награда CMT и била водитељ емисије Saturday Night Live. Главни сингл албума, Love Story, је објављен у септембру 2008, постао је други најпродаванији кантри сингл свих времена и достигао четврто место на Билбордовој топ-листи 100 песама. Још четири сингла су издата током 2008. и 2009: White Horse, You Belong with Me, Fifteen и Fearless. Песма You Belong with Me је била најуспешнија песма са албума на топ-листама, јер је достигла друго место на Билбордовој топ-листи 100 песама. Албум је дебитовао на првом месту Билбордове топ-листе 200 албума са продајом од 592.304 примерака и од тад је продао преко 8,6 милиона копија широм света. Био је најпродаванији албум 2009. године и донео је Свифтовој огроман успех.
Свифтова је била на својој првој турнеји од априла 2009. до јуна 2010. Током турнеје Fearless која је обухватала 105 концерата, Свифтова је наступала 90 пута у Северној Америци, 6 у Европи, 8 у Аустралији и једном у Азији. Сложена бина је била сачињена од бајковитог дворца и средњошколског подијума. Сваке вечери је певала песму Џастина Тимберлејка What Goes Around... Comes Around преплићући је са својом You're Not Sorry. Свифтова је позвала Џона Мејера, Фејт Хил и Кејти Пери да наступе са њом на неколико наступа током турнеје у Северној Америци. Џастин Бибер, Кели Пиклер и Глоријана су били предгрупе. Турнеју је видело више од 1,1 милион људи и зарадила је преко 63 милиона долара. Taylor Swift: Journey to Fearless, концертни филм, је приказан на телевизији а касније објављен на DVD-у и Blu-ray диску. 2009, Свифтова је такође наступала као предгрупа на светској турнеји Escape Together Кита Урбана.
У септембру 2009, Свифтова је постала први кантри извођач који је освојио МТВ награду за спот када је You Belong with Me проглашен најбољим спотом женског извођача. Њен говор је прекинуо репер Канје Вест, који је учествовао у неколико инцидената на другим доделама награда. Вест је изјавио да је Бијонсин спот за песму Single Ladies (Put a Ring on It), номинован у истој категорији, „један од најбољих спотова икада”. Доста гледалаца је звиждало и изазвало га да покаже средњи прст публици. Он је затим вратио микрофон Свифтовој која је остала без текста. У бекстејџу, Свифтова је виђена како хистерично плаче. Како пише Ролинг стоун, када се мајка Свифтове суочила са Вестом, он се невољно извинио и додао да и даље мисли да је Бијонсин видео бољи. Вест је уклоњен са догађаја. Када је Бијонсе касније освојила награду за спот године, позвала је Свифтову на бину да заврши свој говор. У просторији за новинаре, Свифтову, која је 2008. изразила жељу да пева рефрен у реп песми Канјеа Веста су питали да ли је љута на њега: „Не познајем га, никад га нисам упознала, па... Не желим ништа да започињем јер је вечерас било дивно вече за мене”. Инцидент је привукао велико интересовање медија и ширио се по интернету на многе начине. Председник Барак Обама је током интервјуа, у поверењу назвао Веста будалом. Бивши председник САД Џими Картер је рекао да је Вестов прекид био „потпуно непотребан”. Вестово понашање су критиковале многе звезде, укључујући Еминема, Снуп Дога, Лејди Гагу и Мадону. Вест се извинио за свој вербални испад у два блога и у емисији The Jay Leno Show. И даље је тврдио да је, иако је Свифтова веома талентована, „Бијонсин спот је најбољи спот деценије! Предао сам своје награде бенду Outkast када су их заслужили више од мене. Нисам луд, само сам реалан”. Два дана након доделе награда, Свифтова је рекла у интервјуу да Вест није разговарао са њом од церемоније. Вест ју је онда позвао и лично јој се извинио, што је Свифтова прихватила: „Канје ме јесте звао, и извињење му је било веома искрено”. Одбијала је да разговара о инциденту у интервјуима који су уследили да не би повећавала важност догађаја: „Десило се на ТВ-у, што значи да су сви видели шта се десило. Сматрам да не морамо да наставимо да причамо о томе”. Сматра се да су инцидент и интересовање медија које га је пратило претворили Свифтову у веома популарну звезду.
Свифтова је издала обраду песме Тома Петија American Girl на сајту Rhapsody у јуну 2009, која се и даље пушта пре њеног изласка на сцену. Певала је пратеће вокале у песми Џона Мајера Half of My Heart, која је објављена на његовом четвртом албуму у новембру 2009. Мејер је написао песму као признање Тому Петију и бенду Fleetwood Mac: „Мислио сам: 'Ако ће ово бити моје љубавно писмо тој врсти музике, ко ће бити Стиви Никс у тој једначини?' И помислио сам: 'Ова девојка Тејлор Свифт ће бити популарна дуго'”. Свифтова и Мејер су отпевали песму уживо у Медисон Сквер Гардену у Њујорку 2009. Песма је издата као трећи сингл албума у јуну 2010. и достигла је 25. место на Билбордовој топ листи 100 песама. Свифтова је сарађивала и са многим другим извођачима током 2008. и 2009. Написала је и снимила песму Best Days of Your Life заједно са Кели Пиклер. Написала је две песме за Хана Монтана: Филм - You'll Always Find Your Way Back Home и Crazier – са Мартином Џонсоном и Робертом Елисом Оралом. Свифтова је такође певала у песми Two Is Better Than One бенда Boys Like Girls коју је написао Мартин Џонсон. У јануару 2010, Свифтова је обезбедила две песме - укључујући Today Was a Fairytale - за филм Дан заљубљених и обрадила песму Breathless бенда "Better Than Ezra за албум Hope for Haiti Now.
У новембру 2009, Свифтова је постала најмлађи извођач икада и једна од само шест жена које су проглашене забављачем године од стране Удружења кантри музике. Fearless је такође освојио награду за албум године од стране Удружења. Албум је освојио многа друга признања и постао најнаграђенији албум у историји кантри музике. Свифтова је била најмлађи извођач икада који је освојио награду за албум године од стране Академије кантри музике. Америчке музичке награде су наградиле Свифтову извођачем године и омиљеним кантри албумом. Добила је награду Хала Дејвида од стране Куће славних текстописаца и именована је за текстописца/извођача године од стране Нешвилског удружења текстописаца. Освојила је четири награде BMI. Билборд ју је именовао извођачем 2009. године. Свифтова је укључена у Тајмову годишњу листу 100 најутицајнијих људи 2010. У јануару 2010, Свифтова је освојила 4 награде Греми, од 8 номинација. Fearless је проглашен за албум године и најбољи кантри албум, док је песма White Horse проглашена за најбољу кантри песму и најбољи женско кантри извођење. Свифтова је најмлађи извођач икада који је освојио награду за албум године. Током церемоније, Свифтова је певала песме Rhiannon и You Belong with Me са Стиви Никс. Њено извођење је добило негативне критике и изазвало је широк напад медија. Њен вокал је описан као фалширање, упадљиво лош и невероватно јадан. Док је Њујорк тајмс сматрао да је освежавајуће видети неког тако надареног како понекад греши и описао Свифтову као најважнију поп звезду последњих година, музички аналитичар Боб Лефсец је предвидео да ће јој се каријера завршити преко ноћи и јавно затражио од оца Свифтове да запосли менаџера за кризе да се бави причом. Тејлор је превише млада и глупа да би разумела какву је грешку направила, додао је Лефсец. У априлу 2010, Стиви Никс је, пишући у Тајму, бранила певачицу: „Тејлор ме подсећа на мене због своје одлучности и детињасте природе. Таква невиност је тако посебна и ретка. Ова девојка пише шесме које терају цео свет да пева, као Нил Дајамонд или Елтон Џон. Женски рокенрол-кантри-поп текстописац се вратио, и име јој је Тејлор Свифт. И жене као она ће спасити музику”.

### 2010—2012: Speak Now; уживо и студијска сарадња
Свифтова је објавила свој трећи албум, Speak Now, у октобру 2010. године. Свих дванаест песама је написала сама: „Инспирација ми је долазила у 3 ујутру у Арканзасу и нисам ни са ким сарађивала.” Седнице око снимања албума су биле у Калифорнији, Тенесију и Кентакију, што је трајало око две године. Тејлор, која је радила на албуму са Нејтаном Чапманом, рекла је да је албум као „колекција исповести које је требало рећи у пар наврата”. Прво је хтела да назове албум Enchanted, али Скот Боршета, директор њене издавачке куће, мислио је да назив мора бити повезан са зрелијим темама: „Она ми је изводила доста њених нових песама. Гледао сам је и мислио, Тејлор, овај албум није о бајкама и средњој школи. То није оно где си сада. Причало се да се албум „налази између попа и алтернативног рока”. Генерално, Speak Now је добијао позитивне критике. "USA Today" тврде да Тејлорина способност писања песама подсећа слушаоце „на сву фрку која је била на првом месту”, а да албум обухвата „слатки бол одрастања”. The Los Angeles Times је такође похвалио њену способност у писању песама да „прикаже та заједничка искуства која се једноставно осећају”. Њујорк тајмс описује албум као дивљи, музички разноврстан и „такође феноменалан, чак можда и њен најбољи”. The Village Voice сматра да албум захтева „прави приказ Тејлориног талента, који није исповедан, али драматичан: Као поворку кантри текстописаца пре ње, она ствара ликове и ситуације из реалног живота и налази начине да их опише.” Entertainment Weekly је напоменуо да, док је љубав можда некада посрами, „уметност стручног текстописца очигледно не може”. Критичар Џон Кристгау мисли да су песме са албума предугачке и прерађене али је приметио да оне показују све напоре које носи брига, односно, да се човек брине у најбољем, најширем, а већина и у емотивном смислу. "Rolling Stone" описује Свифтову као једну од најбољих текстописаца у поп, рок и кантри музици: „Свифтова јесте можда паметан Нешвил професионалац ко зна за све трикове у вези прављења хитова, али она је такође раздражљива, веома романтична девојка са мелодраматичним кукавичлуком величине the size of the Ачафалеја мочваре”.
Свифтова је спровела опширну промоцију пре објављивања Speak Now албума. Присуствовала је многим емисијама и јутарњим програмима, и одржавала мини концерте на необичним местима, укључујући аутобус без крова у Булевару Познатих, као и салу код ЈФК аеродрома. Била је део guitar pull-а заједно са Крисом Кристоферсоном, Емилау Харис, Винс Гилом и Лионел Ричијем у Нокиа клубу у Лос Анђелесу. Музичари су делили бину и користили шансе да представе акустичне верзије својих песама како би зарадили новац за Музеј кантри музике. Свифтова је такође постала модел за CoverGirl што је покренула Елизабет Арден која је била део у прављењу Тејлориног првог парфема Wonderstruck, као и специјалну едицију Speak Now албума кроз Таргет. Водећи сингл албума, Mine, изашао је у августу 2010. године, а затим и пет синглова који су изашли током 2010. и 2011. године: Back to December, Mean, The Story of Us, Sparks Fly и Ours. Speak Now је створио велики успех током свог налажења на првом месту на америчкој Билборд топ 200 листи. Продало се 1.047.000 копија, што је албум довело до шеснаестог места у историји по милионској продаји у само једној недељи. Већ у фебруару 2012. године, распродало се 5,7 милиона копија широм света. У Тејлориној каријери, до маја 2012. године, продало се око 22 милиона копија албума, као и 50 милиона песама које су се скидале са интернета широм света.
У септембру 2010. године, Канје Вест је преко свог Твитер профила искористио прилику да се извини Тејлор због инцидента на ВМА доделама награда 2009. године. Певач је рекао за Свифтову да је она „само мала девојчица са сновима, као и сви ми”: „Написао сам песму за Тејлор Свифт која је прелепа и желим да је она узме. Ако неће, онда ћу јој ја отпевати.” Месец дана касније, на ВМА доделама награда у 2010. години, Свифтова је извела песму Innocent, за коју се мисли да је о Весту, и коју је The Washington Post описао као „ремек дело пасивне агресивности и понуда мира”. Критичари тврде да је њен наступ био преозбиљан, али и леп. У октобру 2010. године, Вест је изјавио да Тејлорин албум Fearless није заслужио да добије Греми награду за најбољи албум године. Када говоримо о новембру 2010. године, Вест је изјавио да не разуме шта је то било арогантно у његовом поступку на ВМА доделама награда и описао је тај поступак као „несебичан”. Сматрао је да је стављање Тејлор у исту категорију са Бијонсе веома неправедно и крајње непоштовање. Додао је да је требало да буде обрнуто, а Свифтова је иначе уметница која је „направила видео своје каријере, па да ли мислите да би изгубила награду за најбољу нову звезду? Наравно да не би!” Он је тврдио да је његов поступак навео Свифтову да буде на 100 насловница магазина и заради милионе већ прве недеље. Истог месеца, тврдио је да, „да нисам био пијан, био бих на бини још дуже... Тејлор се никада није одбранила ни у једном свом интервјуу. Прославила се и уживала у својој пажњи и слави”. На Costume Institute Gala у мају 2011. године, Свифтова и Вест су се нашли на црвеном тепиху. Вест је одлучио да предложи примирје и закопа ратне секире.
Свифтова је била на Speak Now турнеји током 2011. и почетком 2012. године. Турнеја је трајала 13 месеци и имала 111 наступа, а Свифтова је одржала 7 концерата у Азији, 12 у Европи, 80 у Северној Америци и 12 у Аустралији. 8 концерата је одржала на америчким познатим стадијумима. Три концерта у Америци су била померена јер је Тејлор боловала од бронхитиса. Бина је била инспирисана Бродвеј музичком театру, са сјајним кореографима, организацијом, пиротехником и костимима. Свифтова је позвала доста музичара да јој се придруже на турнеји док је била у Северној Америци. Неки од њих су били и: Џејмс Тејлор, Џејсон Мраз, Шон Колвин, Џони Рзезник, Енди Грамер, Тал Бачмен, Џастин Бибер, Селена Гомез, Ники Минаж, Нели, B.o.B., Ашер, Фло Рида, T.I., Џон Формен, Џим Адкинс, Хејли Вилијамс, бенд ”Hot Chelle Rae”, Рони Дан, Дариус Ракер, Тим Мекгро and Кени Чесни. Током турнеје у Северној Америци, Свифтова је писала текстове из песама на својој левој руци, и сваки пут када би наступала, то је био неки други текст. Дешифровање тих текстова је постала активност фанова, а „The New Yorker” је изјавио: „Она има способност да држи фанове заинтересоване и узбуђене, а исто тако да одржава ту интимност између ње и својих фанова”. Свифтова је извела и доста акустичних наступа током турнеје у Северној Америци. У сваком граду, обраћала је пажњу на домаће уметнике. Изјавила је да обрађивање туђих песама током турнеје држи атмосферу спонтаном и одличном: „Има доста људи који ће доћи на више мојих концерата, а ја желим да сваки пут доживе другачија искуства.” Турнеји је присуствовало око 1,6 милиона фанова, а зарађено је око 123 милиона долара. Тејлорин први CD са турнеје назван ”Speak Now World Tour: Live”, садржи свих седамнаест наступа из Северне Америке, а изашао је у новембру 2011. године. У јулу, 2012. године, Џејмс Тејлор је позвао Свифтову да се појави као специјалан гост током „Tanglewood” сета; извели су Fire and Rain, Love Story и Ours заједно. Тејлор, који је упознао Свифтову када је имала осамнаест година, једном је изјавио: „Управо смо растурили. Волим њене песме, а њено присуство на бини је било сјајно”.
На 54. додели Греми награда у фебруару 2012. године, Тејлорина песма Mean је проглашена за најбољу кантри песму и за најбољи кантри соло наступ. Такође је извела ту песму током церемоније. Боб Лефсец, један од најпознатијих критичара њеног наступа у 2010. години, верује да је песма намењена њему. Боб је претходно подржавао њену каријеру и Свифтова и Лефсец су повремено размењивали мејлове и поруке. Временом се осетило да она „испоручује своју освету" док је ”USA Today” приметио да је критика из 2010. године „направила Свифтову бољим текстописцем”. Свифтова је именована за текстописца године од стране Удружења нешвилских текстописаца (2010. и 2011. године). Током церемоније у 2011. години, Свифтова је извела акустичну верзију песме Where Were You (When the World Stopped Turning) у част Алана Џексона, који је касније захвалио Свифтовој својом изјавом да је то била „најбоља прерада коју сам икада чуо”. Тејлор је освојила још доста награда за албум Speak Now. Именована је за звезду године од стране Академије кантри музике (2011. и 2012. године). Такође је именована за звезду године од стране Удружења нешвилских текстописаца у 2011. години. На додели Америчких музичких награда, Тејлор је именована за уметника године у 2011. години, а ”Speak Now” је проглашен омиљеним кантри албумом. Такође је примила и три BMI награде. Билборд је именовао Свифтову за жену 2011. године. Исте године, Билборд ју је поставио на 15. место на листи ”Top 20 Hot 100 Songwriters 2000–2011”; она је била друга најбоље пласирана жена. Друго место је заузела на листи часописа Ролинг стоун која се зове ”Top 16 Queen Of Pops" деценије.
Свифтова је допринела две песме за филм ”Игре глади” у марту 2012. године. Safe & Sound је написала и снимила заједно са групом ”The Civil Wars” и Т-Боун Бурнетом. Џон Пол Вајт је изјавио да је сарадња са Тејлор била откровење. Имала је неке сјајне идеје. Имали смо тоталну слободу. То је била права сарадња. Ми смо унели меланхолију и тамнији угао. Тејлор је унела мелодију и акорде." Ролинг стоун је описао песму као Тејлорину најлепшу баладу и питао се да ли је то кантри-фолк песма „са једнократном новином, као пробни балон или само наговештај одраслог стила”. Свифтова и The Civil Wars су представили песму уживо на Ryman Auditorium-у у Нешвилу у јануару 2012. године. Песма је изашла као главни сингл албума, а већ у јулу 2012. године, продало се око милион копија у Америци. Тејлорина нова песма за албум, Eyes Open, је написана без икакве помоћи, али је произведена уз помоћ Нејтана Чапмена. У мају 2012. године, Свифтова је „позајмила” глас за песму Both of Us, која је сингл певача B.o.B-а на његовом другом албуму ”Strange Clouds”.

### 2012—данас:Red,1989и интензивни надзор медија
Четврти албум Свифтове, Red, објављен је 22. октобра 2012. Она је девет песама са албума написала сама. Сарадници су Макс Мартин, Лиз Роуз, Ден Вилсон, Ед Ширан и Гери Лајтбоди. Нејтан Чепман је главни продуцент албума, али Џеф Баскер, Бач Вокер, Џекнајф Ли, Ден Хаф и Шелбек су такође продуценти појединих песама. Чепман је рекао да је подстакао Свифтову да „се одвоји и тестира себе у разним ситуацијама”. Музички, док експериментише са рок, дабстеп и поп музиком, „све је препознатљиво за Свифтову”. Џон Карамника из Њујорк тајмса је ставио Red на друго место своје годишње листе, карактеришући албум где Свифтова „престаје да се претвара да је нешто друго осим поп мега звезде, са великом бригом, као да два тела причају једно са другим и осећају се исто”. Тајмс је похвалио њене „узвишене” текстове песама, посебно оне на удару песме "All Too Well". Ролинг Стоун је уживао „гледајући Свифтову како се проналази као одличан писац песама... Њено упознавање себе је једна од најбољих ствари у попу."
Као део промоције албума Red, представници 72 светске радио станице су дошли у Нешвил током недеље изласка албума како би појединачно интервјуисали Свифтову. Такође се појавила у многим емисијама и наступала на доделама награда у Америци, Уједињеном Краљевству, Француској, Шпанији и Аустралији. Први сингл албума, "We Are Never Ever Getting Back Together" је доспео на прво место Билбордове топ 100 листе. Следећа три сингла су изашла: "Begin Again" (на кантри радијима), "I Knew You Were Trouble" и "22" (на поп радијима). Red је дебитовао на првом месту на Билбордовој топ 200 листи. Продат је у 1,2 милиона примерака током прве недеље од објављивања албума; ово је означило најпродаванији албум у деценији и прогласило Свифтову првом женом чији албум је распродат у 2 милиона примерака током прве недеље. У мају 2013. године, Red је распродат у 5,2 милиона примерака широм света. У њеној каријери, у новембру 2012. године, продала је 26 милиона албума, а песме су скинуте са интернета 75 милиона пута.
Red турнеја у Северној Америци трајала је од марта до септембра 2013. године. Одржала је 66 концерата широм Америке, укључујући 13 концерта на стадионима. Red турнеја је обишла и стадионе на Новом Зеланду и у Аустралији у децембру 2013. године, као и у Енглеској и Немачкој у фебруару 2014. године. Турнеја је завршена одржавањем 6 концерата у Азији у јуну 2014. године. Свифтова је позвала и специјалне госте као што су били Карли Сајмон, Тиган и Сара, Џенифер Лопез, Лук Брајан, Патрик Стамп из Фол аут бој, Ели Гулдинг, Нели, Сара Барелис, Шер Лојд, Б.о. Б, Гери Лајтбади, Треин, Нион трис, Раскал Флетс, Хантер Хејс, како би заједно отпевали песму током концерта. Свифтова је сарађивала са још музичара током ове ере. Написала је песму "Sweeter Than Fiction" са Џеком Антонофом за филм "One Chance" и добила номинацију за Најбољу оригиналну песму на 71. додели Награда Златни глобус. Била је вокални гост за нову песму Тима Мекгроа, ”Highway Don't Care", заједно са гитаристом Китом Урбаном; овај трио је наступао уживо више пута. Извела је и акустичну верзију песме "Red" са Винс Џилом и Алисон Краус на додели ЦМА награда 2013. године. Свифтова је певала и песму "As Tears Go By" са Ролингстонсима у Чикагу током њихове 50 & counting... турнеје. Такође се придружила бенду Флорида Џорџа Лајн како би заједно отпевали песму "Cruise".
Red није освојио ни један Греми, али је био номинован за пар. "We Are Never Ever Getting Back Together" је била номинована за Песму године 2013. године, док је Red био номинован за Албум године 2014. године. Исто тако, Тејлорин четврти албум није освојио ни једну ЦМА награду. Ипак, Свифтовој је додељена специјална Pinnacle награда; Џорџ Стрејт је једини музичар који је добио ову награду. Тим Мекгро, Феит Хил, Кит Урбан, Раскал Флетс, Џорџ Стрејт и Бред Пеисли су уручили ову награду Тејлор, док су Мик Џегер, Карли Сајмон, Џулија Робертс, Рис Витерспун, Етел Кенеди, Елен Диџенерес и Џастин Тимберлејк послали честитке. Свифтова је освојила три ЕМА награде у 2012. години укључујући награде за Најбољег женског музичара и Најбољег извођача уживо. Проглашена је за Најбољег женског кантри извођача на АМА наградама 2012. године и за Извођача 2013. године. Награда од Удружења текстописаца у Нешвилу је припала Свифтовој шести пут за редом.
Њен шести албум је Reputation из 2017. године.

## Уметност

### Утицаји
Једна од Тејлориних ранијих музичких успомена је слушање њене баке Марџори Финли како наступа као оперска певачица. У својој младости, Финли је била велика звезда у Порторику и наступала је у операма у Сингапуру: „Наступала је у The Bartered Bride, The Barber of Seville и мјузиклима као West Side Story. Имам те предивне, гламурозне слике које су црно беле. Била је тако прелепа”. Као веома мала, Свифтова је уживала у песмама из Дизнијевих цртаћа: „Моји родитељи приметили да када год сам заборављала речи песама, сама бих измислила оно што ми падне на памет”. Касније, њени родитељи су је изложили уметницима као што су Сајмон и Гарфункел, Цејмс Тејлор и Деф Лепард. Свифтова је изјавила да дугује поверење својој мајци, која јој је помагала у спремању презентација за часове: „Остајале бисмо по целу ноћ будне, како би вежбале ствари које морам рећи.” Она је такође описује као фасцинантну у писању и приповедању: „Када сам била мала, она је све препуштала мојој машти и стално ми је причала приче.” Свифтова је уживала у читању и писању поезија: „Рано сам приметила да је поезија била нешто што ми се увукло у главу и ја сам понављала те риме”. А посебно су је привлачила дела Села Силвестејна и доктора Сеуса. Она остаје заинтересована за „свако писање из перспективе детета” и наводи да је To Kill a Mockingbird и даље њена омиљена књига.
Свифтова се упознала са кантри музиком помоћу „сјајних женских кантри звезда деведесетих као што су: Шаниа, Феит, бенд Dixie Chicks.” Оне су заиста запечатиле договор са Тејлор и она је постала залуђена звуком и приповедањем кантри музике. Шаниа Твејн је имала највећи утицај: „Она је једноставно била веома јака и независна и тако написала све своје песме”. Као уметница, Свифтова је изјавила да само може да прижељкује да буде као она и, у 2009. години, именовала је Твејнин албум Come On Over за свој омиљени албум. Проводила је време са Твејн, која је касније изјавила да је боравак са Тејлор вратио време уназад, што је готово надреално. Феит Хил је била Тејлорин идол током детињства и она је пробала да копира све што је Феит рекла, урадила или носила. Поштовала ју је због тога што је износила кантри музику пред публику, као и њену милост која је била у центру пажње. Хилова је постала добродошла у Тејлорином животу од њеног доласка у славу. Једном приликом, Хилова и њен муж Тим Мекгро су допустили Свифтовој да користи њихову кућу у Лос Анђелесу када ради у том крају. Cowboy Take Me Away од бенда Dixie Chicks је била прва песма коју је Свифтова научила да свира на гитари. Веома је поштовала бендов „не занима нас шта ви мислите” став. Лиен Рајмс је такође утицала на Тејлор. Свифтову је мотивисало то посматрање успеха другог уметника. Тако је започела да истражује музику старијих кантри звезда као што су Патси Клајн, Лорета Лин, Тами Винете и Доли Партон. Песма Fist City од Лорете Лин је Тејлорина омињена кантри песма. Рекла је да је Партонова одличан пример сваком женском текстописцу и да постоји много ствари о Доли Партон које би сваки уметник требало да цени, макар да прочита њене изјаве или интервјуе или бар да оде на неки од њених концерата. Поштује и Алана Џексона као текстописца јер „он не покушава да буде неко други, већ дечко пева о свом животу. То је оно што ја хоћу”. Поштује Кени Чеснија, буквално из бизнис погледа: „Он је један од ретких који наступа на стадијумима. Он је увек био мој херој”. Остале личности које су утицале на Тејлор су: Џорџ Стреит, Гарт Брукс, Риба Мекинтајер, Мартина Мекбраид и Бред Пеисли.
На Свифтову су утицали и многи уметници који се не баве кантри музиком: „Ја никада не слушам нешто због одређеног жанра. Трудим се да не радим то као слушалац. Tom Рети је на постољу за мене”. Шон Колвин инспирише Свифтову јер „њено писање је константно сјајно и пажљиво и замишљено и лепо”. Она је опседнута сам музиком педесетих и шездесетих као на пример The Shirelles и The Beach Boys. Воли групу Бон Џови јер „ту је увек мелодична лепљивост која ме увек код њих привлачи”. Велики утицај су такође имали и Стиви Никс, Пет Бенатар, Мелиса Едериџ и Шерил Кроу. Свифтова је фасцинирана хип хоп музиком, посебно римом коју користе уметници као што је Еминем: „Кантри и хип хоп су два најискренија жанра јер ми волимо да певамо о животу. Понос је нешто што хип хоп и кантри музика деле”.
У Тејлорину посебну листу спадају: Пол Макартни, Брус Спрингстин, Емилоу Харис и Крис Кристоферсон и они су њени идоли свих времена: „Они су искористили прилике, али су такође исти уметници током целе каријере.” Макартни, и као део групе Битлси и као соло певач, тера Свифтову да се осећа „као да сам пуштена у његово срце и ум. Сваки музичар сања о таквој привилегији." Воли да слуша Спрингстина јер је он „тако битан за музику”. Свифтова прича о Кристоферсону: „Он сија у писању текстова, сија у соло каријери, сија у филмовима и све то ради тако сјајно. Упознала сам га прошле године, и он је једноставно онај тип човека који је био у овом послу већ годинама, а још увек није сажвакан и испљуван”.

### Лирске теме и стил
Тематски, The Guardian је приметио да је Свифтова била фантастично добра у описивању живота тинејџера уз неку врсту замишљене, напрегнуте носталгије током своја прва два албума. New York Magazine је напоменуо да је пар текстописаца о томе написало да су песме „одлично написане посебно за тинејџере. Њена прецизност подсећа на Брајан Вилсон из шездесетих година, једну праву ауторку за тинејџере”. Такође су је поредили и са Џанис Ијан због бајки и маште које се налазе на Тејлорином другом албуму, Fearless. Она је истраживала неповезаност између бајки и праве љубави: „Одгајене смо као мале девојчице мислећи да смо принцезе и да ће принц на белом коњу доћи и оборити нас са ногу”. Speak Now, Тејлорин трећи албум, обухвата више одраслих веза. Поред романтике и љубави, њене песме обухватају и однос између родитеља и детета (The Best Day, Never Grow Up), пријатељство (Fifteen, Breathe), поремећаје у исхрани (Tied Together with a Smile), отуђеност (The Outside, A Place In This World, Mean) као и амбиције у каријери (Change, Long Live). Њено дефинисање квалитетног писања песама, како кажу је одлучност да се региструје и ослони на осећања и утиске, превентивна носталгија за садашњошћу (а понекад чак и за будућношћу), за коју она зна да ће једном бити и за прошлошћу. Свифтова често укључује фразе како би приказала велике и озбиљне ствари које се не уклапају са песмом, које побољшавају површину. The New Yorker је рекао да њене песме иако нису субверзивне, имају јаку префињеност. Сентименталне песме су проткан наговештај будућег разочарања.
Структурно, магазин Slate примећује да Свифтова има безнапорну, натприродну надмоћ над поп музиком: Веома мало текстописаца може написати боље прелазе од ње. The Village Voice је приметио да Свифтова воли да припише првих пар рефрена наратору, а задњи неком другом односно, рећи ће да воли некога, а на крају ће јој неко узвратити ту љубав. Она има тенденцију да стално користи исте слике. Како тврди The Guardian, она проводи превише времена љубећи се у киши, што је чини чудом. American Songwriter описује Свифтову као одличног текстописца, који пише неповезане и готово неприродне оштрине. Чак је и њен ранији материјал окарактерисан као веома пажљив – можда чак и педантан – избор речи и добро мелодијски изграђен, са лењим римама или бесциљним тоновима. Док су оцене Тејлориног посла скоро равномерно позитивне, The New Yorker је рекао да је генерално приказан више као технички вешт него као визионарски. Свифтова је изјавила да је писање песама нешто што она апсолутно не може зауставити: „Смешно је јер некада ћете чути уметнике како причају о томе да морају да пожуре са писањем, али ја не могу да престанем. Не могу то да искључим из свог живота, то је као дисање. Текст песме и мелодија су венчани, ја их пишем све заједно.”
Свифтова користи аутобиографске детаље у свом послу. Слушајући музику још као дете, осећала се збуњено „када сам знала да се нешто дешава у нечијем приватном животу, а та особа то није унела у своју музику”. The New York Times верује да је „исправљање неправде Тејлорин разлог постојања”. У њеним песмама, Свифтова често помиње „анонимне симпатије из средње школе” и, још чешће, познате личности. Entertainment Weekly је запазио да је Speak Now албум некада био „вежба звана погоди-познату-личност”. Џон Мајер, главна тема песме Dear John, изјавио је да га је песма понизила: „Мислим да је то врста јефтиног писања песама. Знам да је она највећа ствар на свету, и не покушавам да потопим нечији брод, али мислим да је злоупотребљавање талента ако трљаш руке и једноставно будеш у фазону: „Само чекам да он види све ово!” The Village Voice је умањио овај начин писања песама: „Бити свестан значења песме је исто као имати веома агресивног професора. И угрожава право уважавање Тејлориног талента, што није исповедано, али је драматично.” Певачица је рекла да њене песме нису фактичне; она некада створи читав сценарио око прљавог изгледа или обичне конверзације: „Било шта може да вас инспирише. Више мојих песама долази из искуства”.
Нил Јанг описује Свифтову као одличног текстописца: „Волим да слушам њену музику. Некако волим да гледам њене одговоре на све те нападе. Свиђају ми се начини на које се она брани. Тако да је држим на оку”. Крис Кристоферсон тврди да га „она одушевљава. По мени је фантастично када неко тако млад пише тако сјајне песме. Она има сјајну каријеру испред себе”. Доли Партон је веома импресионирана њоме, посебно њеним писањем песама. Веома сам импресионирана њеном дубином: „Има квалитет који може баш дуго да траје”. Стиви Никс верује да Свифтова пише песме које терају цео свет да запева, баш као Нил Дајамонд или Елтон Џон. То је жена која ће сачувати музику. Свифтова је такође добила похвале за писање песама и од Кели Кларксон и Лејди Гага. Лена Данхем, креатор и звезда HBO-ове Girls, описала је Свифтову као уметнички дух. Начин на који она користи своју аутобиографију у свом послу и начин на који прозива момке који су јој оставили само лоше успомене је сјајан. Али истовремено, ту је нешто нежно и неосуђујуће у њеној музици, што врло ценим.

### Музички и вокални стил
Тејлорина музика садржи елементе попа, поп рока, рока и кантри попа. Она себе сматра кантри певачицом. То категорисање су довели у питање многи музичари као што су Миранда Ламберт и Џорџ Џонс. Ролинг стоун тврди да се њена музика можда пушта највише на кантри станицама, али она је једна од истинских рок звезда које данас имамо. Њена дефиниција кантри музике је да је веома једноставна. То је певање о свом животу и знању, из једног аутентичног места. Један дечко би писао како је одрастао на фарми и заљубио се у децу која су такође ту одгајена. Неки људи певају о томе како када су тужни, оду у бар и пију виски. Али ја пишем песме о томе како не могу да провалим везе и како сам фасцинирана љубављу. Рекла је да ће бити великих искушења у прављењу алтернативно-кантри албума у каријери. The New York Times је забележио да, нема много ствари у њеној музици које указују на кантри стил — тонови бенџа, каубојке на бини, звук гитаре — али ту су веома допадљиве и рањиве поруке из Нешвила. The New Yorker верује да њена музика садржи традиције из Нешвила јер она пише наративне песме са мелодичном јасноћом и драматичним причама - баш као што је и Нешвил. Гардијан је изјавио да Свифтова саставља мелодије са немилосрдном ефикасношћу. Исто тако, Ролинг стоун је запазио да њене мелодије подсећају на шведске поп краљеве доктора Лука и Макс Мартина.
Њен глас је описан као сладак али мекан. Los Angeles Times дефинише Тејлорин глас као линију која клизи као задовољан уздах или попут подигнуте обрве, дајући јој особине вољене девојке и њене приватности. Ролинг стоун, је једном приликом изјавио: ”Њен глас је толико неизвештачен да може да маскира њену професионалност; она снизи свој глас како би дочарала осећања стидљиве девојке која покушава да звучи тврдо”. The Village Voice је запазио да је фразирање прво било благо и смушено, али се касније све променило. Она и даље може може да звучи затегнуто и танко, а често одлута у висину која излуђује људе; али је научила да речи звуче баш онако какво им је и значење. Slate је описао Свифтову као технички лошу певачицу: „Ствара се утисак да она својим фразама жели да маскира свој глас (начин на који се подсмева Гледа ме као да сам неки тренд/А она га је већ превазишла, у песми Better Than Revenge је веома упадљив), Свифтова у сваком свом албуму има нешто лоше”. Током наступа, према ”The Hollywood Reporter”, „Свифтова даје све од себе, али сигурно не може да се пореди са певачицама као што су Кристина Агилера или Кери Андервуд”. Њен глас током наступа је описан као „раван, танак а понекад као глас тек новорођеног магарца”. Како год, Свифтова је добијала и доста похвала због одбијања коришћења ауто-тјуна. У једном интервјуу за The New Yorker, Свифтова је себе окарактерисала као озбиљног текстописца: ”Ја пишем писме, а мој глас је само начин да те текстове искажем”. Скот Боршета из Big Machine Records је изјавио да Свифтова нема баш најбољу технику у певању али је описује као најбољег комуникатора. Њен глас је нешто што је стално брине и она улаже много труда како би га усавршила. У 2010. години она је још увек ишла на часове певања. Рекла је да је веома нервозна током наступа јер „нисам сигурна шта публика у том тренутку мисли о мени, баш као на доделама награда”.

## Глумачка каријера
Глумачки деби Свифтове био је у епизоди Си-Би-Ес-ове серије Место злочина из 2009, где је играла бунтовну тинејџерку. Њујорк тајмс је приметио да је лик омогућио Свифтовој да буде мало неваљала, и то веродостојно. Ролинг стоун је сматрао да је била успешна и да јој добро иде са сценаријом док је Чикаго трибјун рекао да се добро држала. Касније те године, Свифтова је била и водитељ и музички гост у једној епизоди емисије Суботње вече уживо. Entertainment Weekly ју је описао као најбољег водитеља 'Суботње вечери уживо' ове сезоне, приметивши да је увек била спремна за изазов, изгледа да се забављала и помогла је остатку глумаца да направе одличан завршетак. Доказавши да може да се прилагоди веома различитим улогама у скечевима, Свифтова је удахнула више женске осећајности, девојачке у најбољем смислу, емисији него што је приказано још од дана Тине Феј и Ејми Поехлер.
Свифтова је дебитовала на филму у комедији Дан заљубљених из 2010. године, играјући расејану девојку средњошколског спортисте. "The Los Angeles Times" је сматрао да њено извођење упућује на „озбиљни потенцијал за комедије”, док је San Francisco Chronicle сматрао да је била врло смешна. Time је сматрао да је Свифтова представила лик шармантно. The Boston Globe ју је описао као слатко луцкасту. Salon је тврдио да је једна од пар глумаца који нису узалудно у Дану заљубљених. Њен живахни изглед и чудне, раздвојене очи чине да је помало Мерилин и помало Лусил Бол: Створена је за комедију. Ипак, Variety је сматрао да је потпуно неусмерена. Мора да нађе вештог редитеља који ће је смирити и каналише њену очигледно обилну енергију. The Daily News је описао њено извођење као болно незгодно док је Slate сматрао да ју је немогуће гледати. 2012, Свифтова је позајмила глас Одри, заљубљенику у дрвеће, у анимираном филму Лоракс. Директор Big Machine Скот Боршета је рекао да је само питање времена када ће прави филм наићи.

## Филантропија
Музичка каријера Свифтове и резултат каријере, богатство, довели су до овога: „Могу да се бринем о људима које волим, а волим и да то ширим даље.” Као што мој отац каже: „Не можеш да га понесеш са собом кад одеш”. Њене филантропске напоре су приметили награде Уради нешто, Фонд за враћање и помоћ за катастрофе у северозападном Тенесију. Године 2012, Мишел Обама је Свифтовој уручила награду за велику помоћ због њене „посвећености у помагању другима” и „инспирисање другим својим поступцима”. У децембру 2012, Етел Кенеди ће уручити Свифтовој награду за помоћ Центра за правду и људска права Роберта Ф. Кенедија због њене посвећености пропарању иако је веома млада.

## Приватни живот
Главно пребивалиште Свифтове је стан на два спрата у поткровљу једне зграде у центру Нешвила, у Тенесију. Такође има резиденцију у Беверли Хилсу у Калифорнији. Уз то, поседује кућу, коју је купила својим родитељима, у Брентвуду, у Тенесију. Према Форбсовој листи 100 звезда, која излази сваке године у мају, Свифтова је зарадила 18 милиона долара 2009, 45 милиона 2010. и 2011. и 57 милиона 2012. године.

### Везе
Свифтова је била у вези са певачем Џоом Џонасом од јула до октобра 2008. и са познатим глумцем Тејлором Лаутнером од октобра до децембра 2009. Повезивали су је са музичарем Џоном Мејером од краја 2009. до почетка 2010. након што су снимили дует, Half of My Heart, крајем 2009. Свифтова је била у вези са глумцем Џејком Џиленхолом од октобра до децембра 2010. 9. децембра 2010, Џиленхол је позвао полицију у помоћ, након што је велики број фотографа пратио ауто пара у Лос Анђелесу. Након раскида су виђени заједно у јануару и фебруару 2011. Свифтова је затим ушла у везу са Конором Кенедијем, најстаријим сином Роберта Ф. Кенедија млађег и преминуле Мари Ричардсон Кенеди. Касније је била са Херијем Стајлсом, чланом групе 'One direction'. Затим је била са познатим диџејем Калвином Харисом до јуна 2016. Након тога, више година је била у вези са глумцем Џоом Алвином. Тренутно је у вези са америчким фудбалером Трависом Келсијем.

### Политика
На њен осамнаести рођендан, прва ствар коју је Свифтова урадила била је регистровање за гласање. Током председничке кампање током 2008, подржавала је кампању „Свака жена се рачуна” која је имала за циљ да укључи жене у политику, и била је једна од много кантри звезда које су снимиле рекламу за кампању „Гласајте за своју земљу” (енгл. кантри). Изјавила је: „Мислим да утицање на људе како да гласају није мој посао”. Након инаугурације председника Обаме, рекла је часопису Ролинг стоун: „Никада нисам видела ову земљу тако срећну због политичке одлуке током целог свог живота. Тако ми је драго што су ово били моји први избори”. 2009. након што је Канје Вест прекинуо говор Свифтове на додели VMA награда, председник Обама је описао Вестово понашање као веома неприкладно. „Млада дама изгледа као веома добра особа. Прима своју награду. Шта он ту ради? Будала је”. Бивши председник САД Џими Картер је рекао да је Вестов прекид био „потпуно непотребан”.
Године 2010, бивши председник САД, Џорџ Х. В. Буш, је присуствовао снимању телевизијског специјала о Свифтовој у Кенебункпорту, у Мејну, и касније описао Свифтову као неразмажену и веома симпатичну. 2012, Свифтова је примила награду дечје публике као признање њеног добротворног рада од Мишел Обаме, која ју је похвалила речима да је неко ко је скочио на врх музичке индустрије али и даље стоји са обе ноге на земљи, неко ко је превазишао очекивања о ономе шта 22-годишњакиња може да оствари. Свифтова је касније описала прву даму као „узор”. У интервјуу 2012. године, Свифтова је рекла да је била веома пажљива с коришћењем свог јавног профила у политичке сврхе, додајући да се нада да ће полако постати отворенија: „Не знам довољно у овом тренутку”. Причала је о свом занимању за књиге о америчкој историји.
Свифтова је пријатељ породице Кенеди. „Диван је пријатељ свима нама”, рекла је Рори Кенеди. „Супер је и волимо је”. Певачица је причала о свом дивљењу Етел Кенеди а, када су је питали за пријатељство са Свифтовом, Етел је одговорила: „Она је дивна! Тако добро друштво”. Рори је рекла: „Постоји обострано дивљење између моје мајке и Тејлор Свифт које ми се јако свиђа! Мислим да то говори много о Тејлор - она има могућност да се повеже са другим генерацијама. Дивна је и тако добар узор за младе девојке, за све жене у ствари. Тако је радознала и заинтересована”. Свифтова је упознала Етел 2011. и била у Јути у јануару 2012. на фестивалу Санденс, на премијери HBO-овог документарца „Етел”. Певачица је виђена како се држи за руке са Етел док су улазиле у биоскоп. Касније исте године, прославила је четврти јул са породицом Кенеди у Хајанис Порту у Масачусетсу. Центар за правду и људска права Роберта Ф. Кенедија ће јој доделити награду на гала вечери у децембру 2012.

## Дискографија
| Студијски албуми - (2006) - (2008) - (2010) - (2012) - 1989 (2014) - (2017) - (2019) - (2020) - (2020) - (2022) - (2024) - (2025) | Реиздања - (2021) - (2021) - (2023) - (2023) |

## Видеографија

### Филмографија
| Година | Српски назив        | Изворни назив | Улога       | Напомена                      |
| ------ | ------------------- | ------------- | ----------- | ----------------------------- |
| 2009.  | Место злочина       |               | Хејли Џоунс | — епизода: "Turn, Turn, Turn" |
| 2009.  | Уживо суботом увече |               | водитељ     | Такође је била музички гост   |

| Година | Српски назив            | Изворни назив | Улога           | Напомена      |
| ------ | ----------------------- | ------------- | --------------- | ------------- |
| 2009.  | Браћа Џонас: 3D концерт |               | Она             | Камео         |
| 2009.  | Хана Монтана: филм      |               | Она             | Камео         |
| 2010.  | Дан заљубљених          |               | Фелиша          | Деби на филму |
| 2012.  | Лоракс                  |               | Одри            | Само глас     |
| 2014.  | Давалац                 |               | Розмари         |               |
| 2019.  | Мачке                   |               | Бомбалурина     |               |
| 2020.  | Америчка госпођица      |               | Она             |               |
| 2022.  | Амстердам               |               | Елизабет Микинс |               |

### Музички спотови
| Спот                                                         | Година | Режисер                   |
| ------------------------------------------------------------ | ------ | ------------------------- |
| Tim McGraw                                                   | 2006   | Треј Фанџој               |
| Teardrops on My Guitar                                       | 2007   | Треј Фанџој               |
| Our Song                                                     | 2007   | Треј Фанџој               |
| Picture to Burn                                              | 2008   | Треј Фанџој               |
| Change                                                       | 2008   | Шон Робинсон              |
| Love Story                                                   | 2008   | Треј Фанџој               |
| White Horse                                                  | 2009   | Треј Фанџој               |
| You Belong With Me                                           | 2009   | Роман Вајт                |
| Fifteen                                                      | 2009   | Роман Вајт                |
| Best Days of Your Life                                       | 2009   | Роман Вајт                |
| Mine                                                         | 2010   | Тејлор Свифт, Роман Вајт  |
| Back to December                                             | 2011   | Јоан Лемон                |
| Mean                                                         | 2011   | Деклан Вајтблум           |
| The Story of Us                                              | 2011   | Нобл Џонс                 |
| Ours                                                         | 2011   | Деклан Вајтблум           |
| Safe & Sound                                                 | 2012   | Филип Анделман            |
| Both of Us'                                                  | 2012   | Џејк Нава                 |
| We Are Never Ever Getting Back Together                      | 2012   | Деклан Вајтблум           |
| Begin Again                                                  | 2012   | Филип Анделман            |
| I Knew You Were Trouble                                      | 2012   | Антони Мандлер            |
| 22                                                           | 2013   | Антони Мандлер            |
| Highway Don't Care                                           | 2013   | Шејн Дрејк                |
| Everything Has Changed                                       | 2013   | Филип Анделман            |
| Shake It Off                                                 | 2014   | Марк Романек              |
| Blank Space                                                  | 2014   | Џозеф Кан                 |
| Style                                                        | 2015   | Кајл Њуман                |
| 'Bad Blood                                                   | 2015   | Џозеф Кан                 |
| Wildest Dreams                                               | 2015   | Џозеф Кан                 |
| Out of the Woods                                             | 2016   | Џозеф Кан                 |
| I Don't Wanna Live Forever                                   | 2017   | Грант Сингер              |
| Look What You Made Me Do                                     | 2017   | Џозеф Кан                 |
| ...Ready for It?                                             | 2017   | Џозеф Кан                 |
| End Game                                                     | 2018   | Џозеф Кан                 |
| Delicate                                                     | 2018   | Џозеф Кан                 |
| ME!                                                          | 2019   | Дејв Мајерс, Тејлор Свифт |
| You Need To Calm Down                                        | 2019   | Дру Кирш, Тејлор Свифт    |
| Lover                                                        | 2019   | Дру Кирш, Тејлор Свифт    |
| The Man                                                      | 2020   | Тејлор Свифт              |
| cardigan                                                     | 2020   | Тејлор Свифт              |
| willow                                                       | 2020   | Тејлор Свифт              |
| The Best Day (Taylor's Version)                              | 2021   | Тејлор Свифт              |
| All Too Well : The Short Film                                | 2021   | Тејлор Свифт              |
| I Bet You Think About Me (Taylor's Version) (From The Vault) | 2021   | Блејк Ливли, Тејлор Свифт |
| Anti-Hero                                                    | 2022   | Тејлор Свифт              |
| Bejeweld                                                     | 2022   | Тејлор Свифт              |
| Karma                                                        | 2023   | Тејлор Свифт              |
| I Can See You (Taylor's Version) (From The Vault)            | 2023   | Тејлор Свифт              |

## Турнеје
- Fearless Tour (2009–2010)
- Speak Now World Tour (2011–2012)
- The Red Tour (2013–2014)
- The 1989 World Tour (2015)
- Reputation Stadium Tour (2018)
- The Eras Tour (2023—2024)